# کلاته حاجی جهان‌بیک
کلاته حاجی جهان‌بیک، روستایی از توابع بخش زبرخان شهرستان نیشابور در استان خراسان رضوی ایران است.

## جمعیت
این روستا در دهستان اسحق‌آباد قرار دارد و براساس سرشماری مرکز آمار ایران در سال ۱۳۸۵، جمعیت آن ۱۹۹ نفر (۵۷خانوار) بوده‌است.
اهالی این روستا در چند خاندان بزرگ تقسیم شده اند، که به ترتیب بیشترین تعداد جمعیت، حسن ابادی ها، بلوچی ها، جنتی ، مرادی، قنبری و ... می‌باشند.
بلوچی‌ها هم چند دسته هستند، یک خاندان که به لیلاها معروفند (بعلت اینکه سه برادر به نام‌های حسین، حسن و علی بلوچی، هرسه فرزند محمد و لیلا می‌باشند و پدر خانواده درطفولیت بچه‌ها مرحوم شده و پسران، هر سه به نام مادرشان مشهور شده اند(حسین لیلا، حسن لیلا و علی لیلا) و خاندان دیگر فرزندان  و اولاد و تبار حاج حبیب بلوچی هستند.

## کشاورزی
عمده محصولات کشاورزی این روستا عبارتند از پیاز، گوچه فرنگی، یونجه، گندم و جو.

## محصولات باغی
در این روستا درخت میوه چندانی وجود ندارد و اکثر باغ‌های موجود هم باغ انگور است.

## ادارات و مکان‌های عمومی
این روستا دارای یک مسجد، یک حسینیه و  یک مدرسه ابتدایی 3 کلاسه است.

## نقشه
نمایش در گوگل مپ
نقشه شبکه زهکشی، توپوگرافی، تنوع خاک، پوشش گیاهی، کاربرد اراضی و زمین شناسی